# 길음동
길음동(吉音洞)은 서울특별시 성북구에 속한 법정동이다. 길음1동은 2002년에 서울특별시 최초로 시범 뉴타운으로 지정된 이래 가장 빠르게 사업이 진행되어 뉴타운 발표 이전부터 건설되던 아파트가 2003년에 최초로 준공되었고, 길음뉴타운 2~6구역에 이은 7~9 구역 주택 재개발사업이 마무리 되었다.

## 유래
길음동은 ‘기리묵골’을 한자음으로 고쳐쓴 데서 연유되었다. 기리묵골은 의정부 방면에서 도성 안으로 들어오는 길목인 미아리고개의 북쪽에 있는 마을인데, 의정부 쪽에서 도성 쪽으로 넘어오는 이 고개는 경사가 완만하고 또 정릉천이 흐르고 있기 때문에 자연히 골짜기가 길게 형성되었다. ‘골짜기가 길게 놓여있는 동네’라는 뜻으로 ‘기리묵골’ 또는 ‘기레미골’이라는 이름이 붙었다. 또한 이 계곡을 흐르는 물소리가 아주 맑고 고와서 물소리를 들으면 저절로 기분이 맑아지므로 ‘좋은 노래 소리가 들리는 동네’라는 뜻으로 ‘길음동’이라는 이름이 붙었다. 특히 길음3동 지역은 송천동이란 옛 이름이 있는데 예전에는 911번지 일대가 커다란 소나무가 있고 그 아래 약수터가 있었기 때문에 붙여진 것이기도 하다.

## 연혁
조선시대에는 한성부 동부 숭신방(성외)에 속했으며, 1894년 갑오개혁 때에는 한성부 동서 숭신방(성외) 동소문외계 미아리에 속하였다. 그 뒤 일제침략으로 인하여 한성부는 경성부로 개칭되어 경기도에 예속되었으며, 1911년 경성부의 행정구역이 개편되어 도성안은 5부 36방으로, 도성 밖은 8개 면으로 나눈, 즉 5부 8면제를 시행할 때, 길음동은 경성부 숭신면 미아리 불당동이었다. 1914년 경기도 내 각 면의 명칭과 구역을 새로 제정할 때, 5부 8면제가 폐지되는 대신 8면 중 일부가 경성부에서 관할하고 일부는 경기도 고양군에 편입되었는데, 이때 경기도 고양군 숭인면 미아리에 속하여 변동없이 내려왔다.
1949년 동대문구에서 성북구가 분리·신설되고, 그와 동시에 고양군 숭인면이 서울특별시에 편입되면서, 성북구 미아리가 되었다. 1950년 3월 15일 미아리가 미아동으로 개칭되었으며, 1955년 4월 18일 행정동제 실시에 따라 미아제1~3동이 설치되었다. 1959년 10월 31일에는 미아제1동을 길음동으로, 미아제2동을 인수동으로 개칭하고, 미아제3동을 송천동과 삼양동으로 분동하였다. 1970년 5월 18일에는 길음동, 인수동, 송천동, 삼양동을 미아제1~10동으로 분동하였다. 1973년 성북구에서 도봉구가 분리 신설되어 도봉구에 속하게 되었다.
1975년 관할구역의 변경과 도봉구 미아동 일부가 성북구로 편입되면서 미아동에서 행·법정동을 분리하여 길음동으로 정하였으며, 행정동 길음동, 인수동, 송천동을 설치하였다. 1977년 9월 1일 길음동을 길음1동, 인수동을 길음2동으로, 송천동을 길음3동으로 명칭 변경하였다. 2007년 12월 30일 길음2동을 길음1동에 합동하였으며, 하월곡동 일부를 길음3동에 편입하여 길음2동으로 개칭하였다.

## 교육

### 고등학교
- 계성고등학교

### 중학교
- 길음중학교

### 초등학교
- 서울길음초등학교
- 서울길원초등학교

## 교통
- 서울 지하철 4호선 길음역

## 아파트
| 단지명                        | 건설사              | 시행사                                     | 주소                 | 입주       | 비고                 |
| ----------------------------- | ------------------- | ------------------------------------------ | -------------------- | ---------- | -------------------- |
| 길음뉴타운 2단지 푸르지오     | 대우건설            | 길음2구역 주택재개발정비사업조합           | 성북구 길음로 119    | 2005년 4월 | 길음2구역 재개발     |
| 길음뉴타운 3단지 푸르지오     | 대우건설            | 길음2구역 주택재개발정비사업조합           | 성북구 길음로13길 39 | 2005년 4월 | 길음2구역 재개발     |
| 길음뉴타운 4단지 e편한세상    | 대림산업            | 길음4구역 재개발조합                       | 성북구 길음로 118    | 2005년 4월 | 길음4구역 재개발     |
| 길음래미안 1단지              | 삼성물산㈜ 건설부문 | 길음1구역 주택재개발정비사업조합           |                      | 2003년 2월 | 길음1구역 재개발     |
| 길음뉴타운 5단지 래미안       | 삼성물산㈜ 건설부문 | 길음5구역 주택재개발정비사업조합           | 성북구 길음로 74     | 2006년 6월 | 길음5구역 재개발     |
| 길음뉴타운 6단지 래미안       | 삼성물산㈜ 건설부문 | 길음6구역 주택재개발정비사업조합           | 성북구 길음로 16     | 2007년 7월 | 길음6구역 재개발     |
| 길음뉴타운 8단지 래미안       | 삼성물산㈜ 건설부문 |                                            |                      |            | 길음8구역 재개발     |
| 길음뉴타운 9단지 래미안       | 삼성물산㈜ 건설부문 |                                            |                      |            | 길음9구역 재개발     |
| 래미안 길음 센터피스          | 삼성물산㈜ 건설부문 | 길음2재정비촉진구역 주택재개발정비사업조합 | 성북구 숭인로 50     | 2019년 2월 | 길음촉진2구역 재개발 |
| 길음뉴타운 1단지 동부센트레빌 | 동부건설            | 길음3구역 재개발주택조합                   | 성북구 숭인로2길 61  | 2003년 3월 | 길음3구역 재개발     |
| 길음뉴타운 롯데캐슬 클라시아  | 롯데건설            |                                            |                      |            | 길음촉진1구역 재개발 |
| 길음뉴타운 롯데캐슬 골든힐스  | 롯데건설            |                                            |                      |            | 길음촉진3구역 재개발 |